# Nanoka Hara
Nanoka Hara (原 菜乃華, Hara Nanoka) est une actrice japonaise née le 26 août 2003 à Tokyo.

## Filmographie

### Cinéma
- 2013 : Why Don't You Play in Hell? : Mitsuko Muto
- 2017 : Harahara nanoka. : Nanoka Hara
- 2018 : Mugen Foundation
- 2020 : Tsumi no koe : Nozomi Ikushima
- 2021 : Mune ga Naru no wa Kiminosei : Mayu Hasebe
- 2022 : Suzume : Suzume Iwato

### Télévision
- 2009 : Samurai Sentai Shinkenger : une petite fille (1 épisode)
- 2013 : Otto no Kanojo (2 épisodes)
- 2014 : Binta! Bengoshi jimuin Minowa ga Ai de kaiketsu shimasu : Kana (12 épisodes)
- 2015 : Siren : Kara jeune (3 épisodes)
- 2016 : Asa ga Kuru : Hikari petite (8 épisodes)
- 2017 : Crisis: Koan Kido Sosatai Tokuso-han (1 épisode)
- 2019 : Futatsu no Sokoku
- 2019 : Babysitter Gin! : Yuka Ueda (1 épisode)
- 2020 : MIU404 : Suu (1 épisode)
- 2021 : Shi to no Yakusoku : Ayana Hondo
- 2021 : Night Doctor : Kokomi Fukazawa (11 épisodes)
- 2021 : Guilty Flag
- 2022 : Nanba MG 5 : Ginko Nanba (10 épisodes)